# نخل شمعي كويندي
النخل الشمعيّ الكوينديّ هو نخيل واطن في الغابات الجبلية الرطبة في جبال الأنديز في كولومبيا وشمال البيرو.

## معرض صور

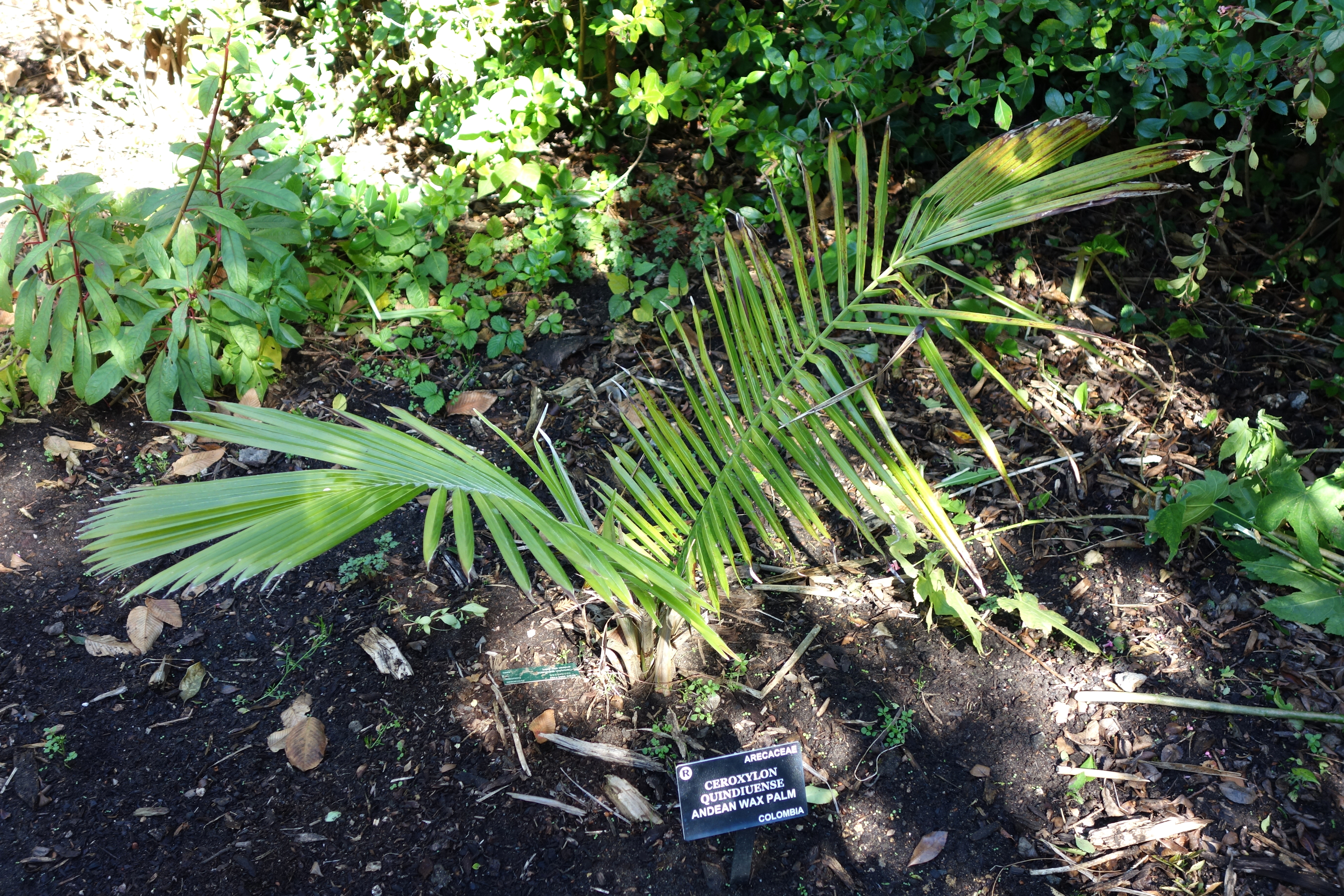
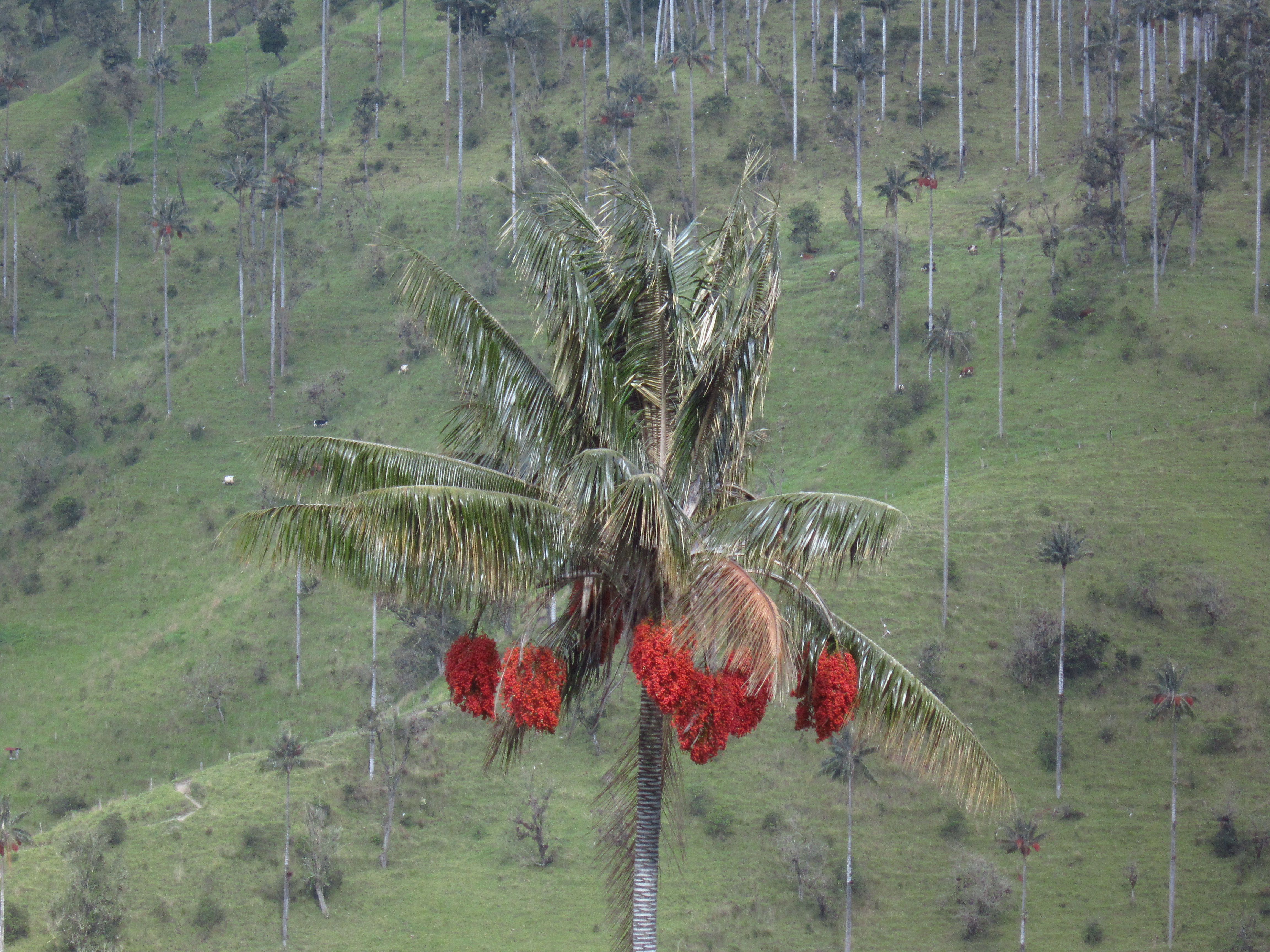
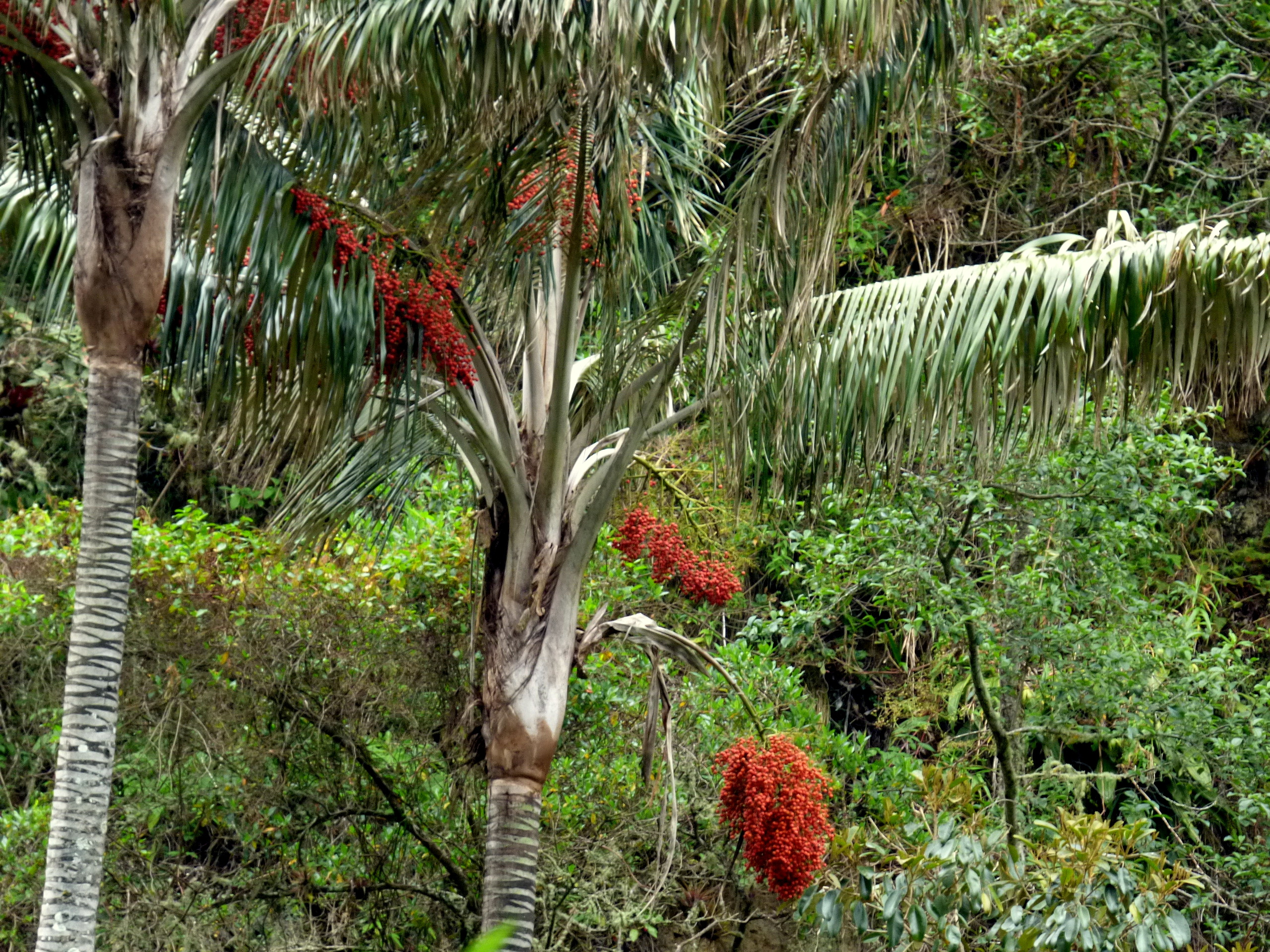
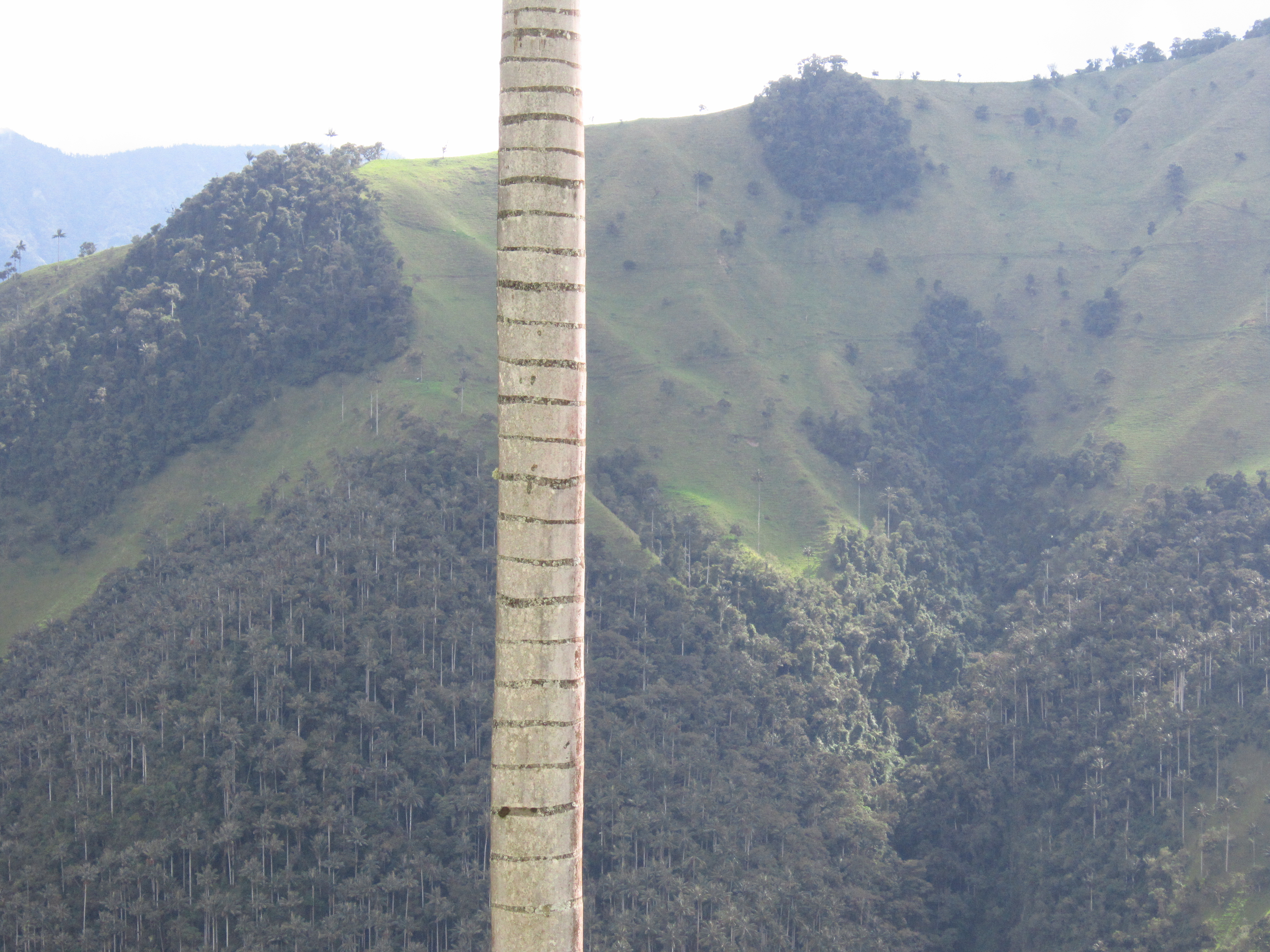
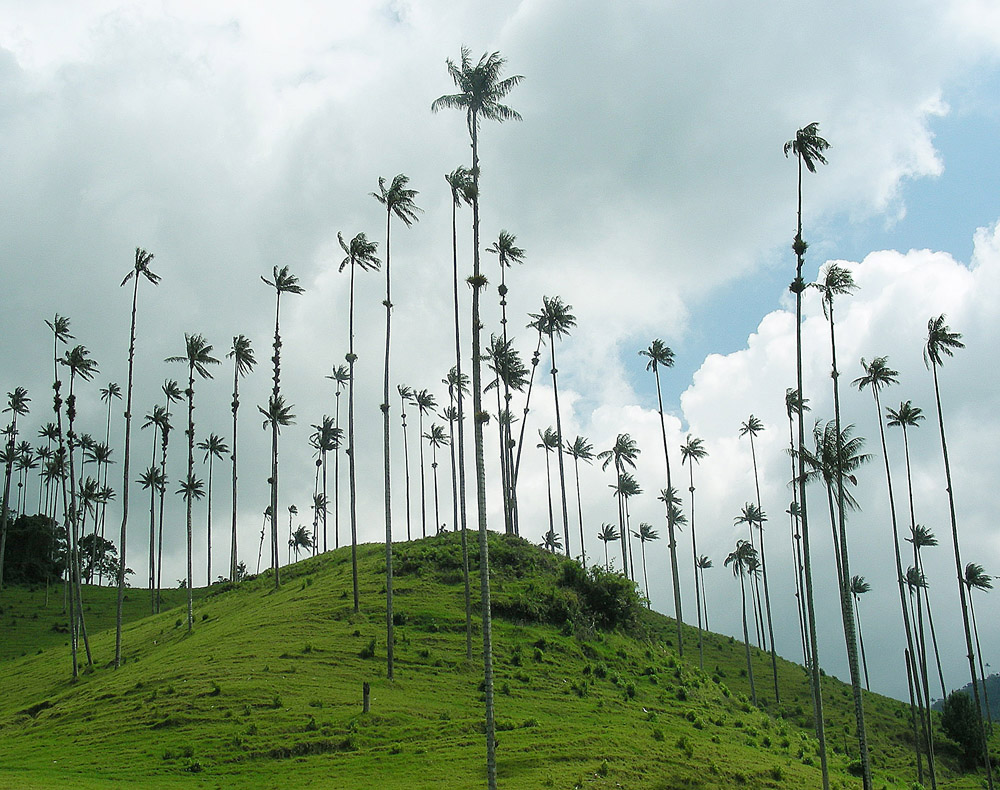
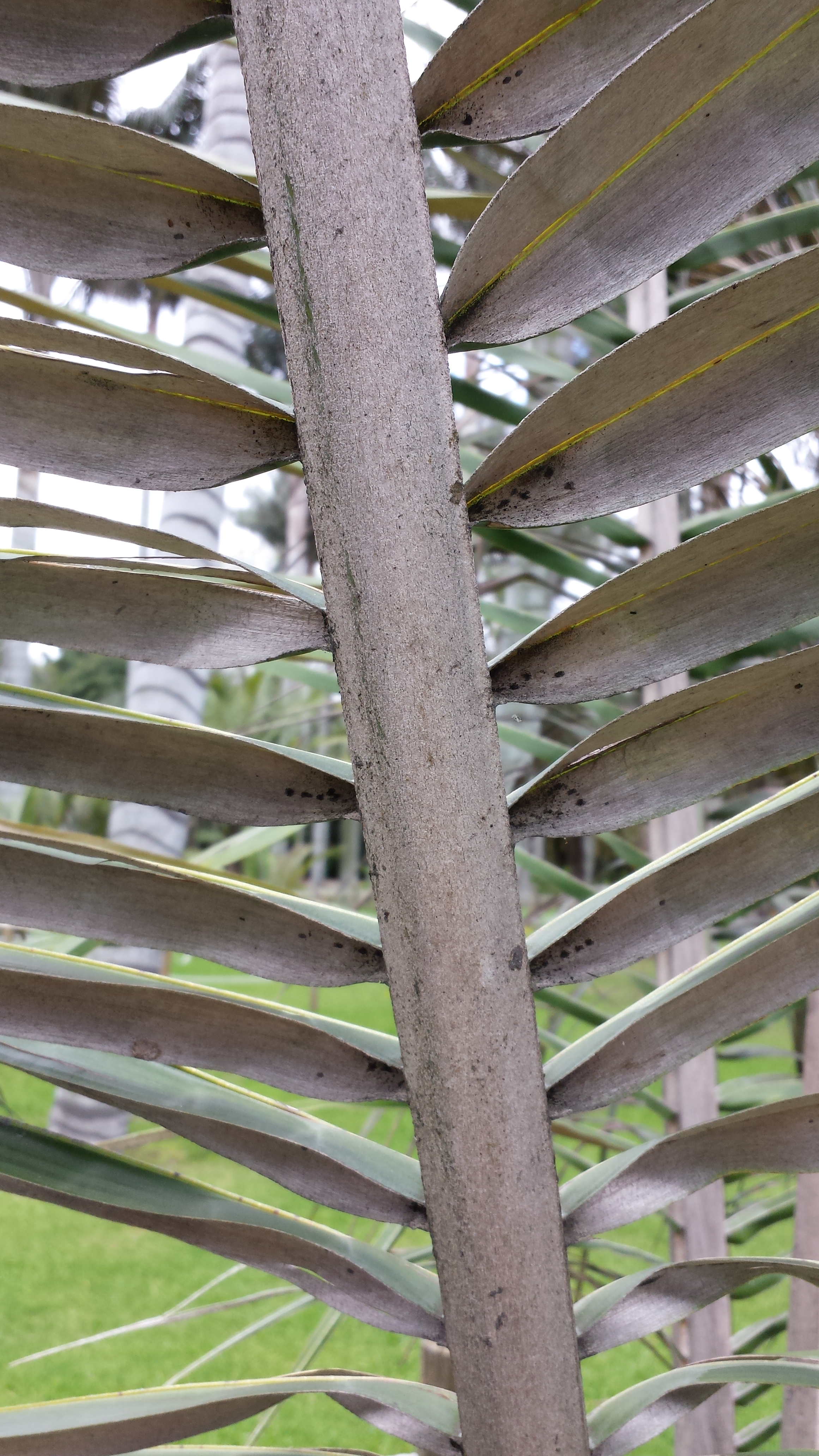